# سهره بال‌سرخ
سهره بال‌سرخ یا سهره بال‌زرشکی آسیایی (نام علمی: Rhodopechys sanguinea) نام یک گونه از تیره سهره‌ایان است. سهره‌ای رنگین که عمدتاً در شیب‌های کوهستانی دیده می‌شود. ۱۶ سانتی‌متر طول دارد. سینه، پهلوها و زیرتنه دارای خال‌های قهوه‌ای، تارک سیاه و نوک زرد است (پرهای شاخ‌مانند خاکستری در خارج از فصل تولیدمثل دارد). پرنده نر دارای دمگاه و چهره صورتی‌رنگ (در زمستان رنگ صورتی چهره تغییر می‌کند) است و در کنار بال‌هایش لکه بزرگ صورتی گلی دیده می‌شود، که در پرواز با رنگ سفید زیر بال‌ها ترکیب جالبی را به وجود می‌آورد. پرنده ماده، کمرنگ‌تر با بال‌های بی‌رنگ‌تر و نوک زرد کم‌رنگ، در فصل تولیدمثل، و بدون رنگ صورتی چهره، دیده می‌شود. این پرنده در مناطق صخره‌ای و کوهستانی و گاهی دارای پوشش گیاهی بوته‌ای بالاتر از ۲۰۰۰ متر و در زمستان‌ها، در ارتفاعات پایین‌تر، کشتزارها و علفزارهای دارای قلوه‌سنگ، به سر برده و داخل بوته‌ها یا شکاف سنگ‌ها آشیانه می‌سازد. در ایران بومی و نسبتاً فراوان است.